# 虹漕路駅
座標: 北緯31度9分57.1秒 東経121度24分19秒 / 北緯31.165861度 東経121.40528度
虹漕路駅（こうそうろえき）は、中華人民共和国上海市徐匯区漕宝路虹漕路に位置する上海地下鉄12号線の駅。

## 駅構造
- 島式ホーム1面2線の地下駅。ホームドア設置。

## 歴史
- 2015年12月19日 - 12号線開業。

## 隣の駅
上海地下鉄
■12号線
虹梅路駅 - 虹漕路駅 - 桂林公園駅